# Eilema morosina
Eilema morosina là một loài bướm đêm thuộc phân họ Arctiinae, họ Erebidae.